# Ленінградське газоконденсатне родовище
Ленінградське газоконденсатне родовище — одне з родовищ, відкритих у Карському морі на континентальному шельфі Росії. 

## Загальна інформація
Родовище розташоване у південно-західній частині моря, на захід від півострова Ямал та у 100 км на південь від Русанівського родовища. Глибини моря у районі родовища від 80 до 165 метрів.
Десять газоконденсатних покладів знаходяться у альб-сеноманських відкладеннях крейдяної епохи. Поклади відносяться до пластово-склепінчастого типу.
Колектор — пісковики з прошарками алевролитів та глин, які характеризуються високою пористістю та низькою і середньою проникністю. 
Геологічні запаси газу оцінюються у 3 трлн.м³. Видобувні запаси за російською класифікаційною системою по категоріях С1 та С2 первісно визначили у 1,05 трлн.м³ газу та 3 млн.т конденсату. За результатами бурових робіт в 2017-му оголосили про збільшення запасів на 667 млрд м3. 
За складом газ містить від 91% до 99% метану.

## Історія відкриття та розробки
Родовище відкрили унаслідок розвідувальної кампанії, в межах якої пробурили дві свердловини:
– споруджену в 1989 році буровим судном "В. Шашин" свердловину Ленінградська-1, яка була закладена в районі з глибиною моря 107 метрів та досягнула глибини у 2543 метра;
– споруджену в 1990 році буровим судном "В. Муравленко" свердловину Ленінградська-2, яка була закладена в районі з глибиною моря 121 метр та досягнула глибини у 2502 метра.
В другій половині 2010-х почали роботи з уточнення інформації, в межах яких у 2017, 2019 та 2020 роках напівзанурена бурова установка "Nanhai VIII" спорудила свердловини Ленінградська-3 (глибина моря 160 метрів, довжина 2,6 км), Ленінградська-4 та Ленінградська-5 (в обох глибина моря 100 метрів, довжина 2,7 км).
В 2022-му бурові роботи на родовищі провадила напівзанурена бурова установка «Северное сияние». 
Освоєння надгігантського Ленінградського та трохи меншого Русанівського родовищ планується на віддалену перспективу. Найімовірніше, освоєння вуглеводневих запасів Карського моря почнеться з родовищ Обської губи, що розташовані неподалік від Ямбурзького газопромислового району. 